# Segestrioides badia
Segestrioides badia is een spinnensoort uit de familie Diguetidae. De soort komt voor in Brazilië.